# Elsa Asenijeff
Elsa Maria von Packeny (pseudonym Elsa Asenijeff, 3. ledna 1867, Vídeň – 5. dubna 1941, Bräunsdorf, Sasko) byla rakouská spisovatelka a přítelkyně německého malíře Maxe Klingera.

## Biografie
V roce 1900 se Else a Maxovi narodila z jejich společného pobytu v Paříži dcera Desirée. Jejich vztah trval téměř 15 let, často byla jeho ztvárňovaným uměleckým objektem. Po rozpadu vztahu měla četné psychické problémy a byla hospitalizována na psychiatrii.
Zemřela roku 1941 v Oberschöna, části saského Bräunsdorfu.